# Ruanda en los Juegos Paralímpicos de Atenas 2004
Ruanda estuvo representada en los Juegos Paralímpicos de Atenas 2004 por dos deportistas, un hombre y una mujer.

## Medallistas
El equipo paralímpico ruandés obtuvo las siguientes medallas:
| Nombre                  | Deporte   | Evento              |
| ----------------------- | --------- | ------------------- |
| Oro                     |           |                     |
| —                       |           |                     |
| Plata                   |           |                     |
| —                       |           |                     |
| Bronce                  |           |                     |
| Jean de Dieu Nkundabera | Atletismo | 800 m T46 masculino |